# Demircilik
Der Ort Demircilik liegt im Norden der türkischen Provinz Kahramanmaraş und gehört zum Landkreis Elbistan. Die Einwohner sind zum größten Teil aus Kahramanmaraş und Malatya umgesiedelt. Die ersten Bewohner des Dorfes waren Handwerker und haben sich auf die Eisenverarbeitung spezialisiert, daher auch der Name Demircilik (Demir = Eisen).
Nach den Wahlen vom 27. März 1994 erhielt Demircilik das Stadtrecht. Heute verfügt es über ein Gymnasium, wovon die Jugendlichen aus mehreren Dörfer im Umkreis profitieren, denen somit die lange Fahrt in die Stadt Elbistan erspart bleibt. Demircilik lebt heute zum größten Teil von Viehwirtschaft und Ackerbau (Weizen, Zuckerrüben, Aprikosen und Sonnenblumen).